# Phytomyza bicolor
Phytomyza bicolor este o specie de muște din genul Phytomyza, familia Agromyzidae, descrisă de Daniel William Coquillett în anul 1902. Conform Catalogue of Life specia Phytomyza bicolor nu are subspecii cunoscute.